# Provincia di Pacasmayo
La provincia di Pacasmayo è una provincia del Perù, situata nella regione di La Libertad

## Capoluogo e data di fondazione
La provincia, istituita il 23 novembre 1864, ha come capoluogo San Pedro de Lloc.

## Superficie e popolazione
- 1126,67 km²
- 93 973 abitanti (inei2005)

## Geografia antropica

### Suddivisioni amministrative
È divisa in cinque distretti  (comuni)
- Guadalupe
- Jequetepeque
- Pacasmayo
- San José
- San Pedro de Lloc